# Steinholzstraße 4 (Quedlinburg)

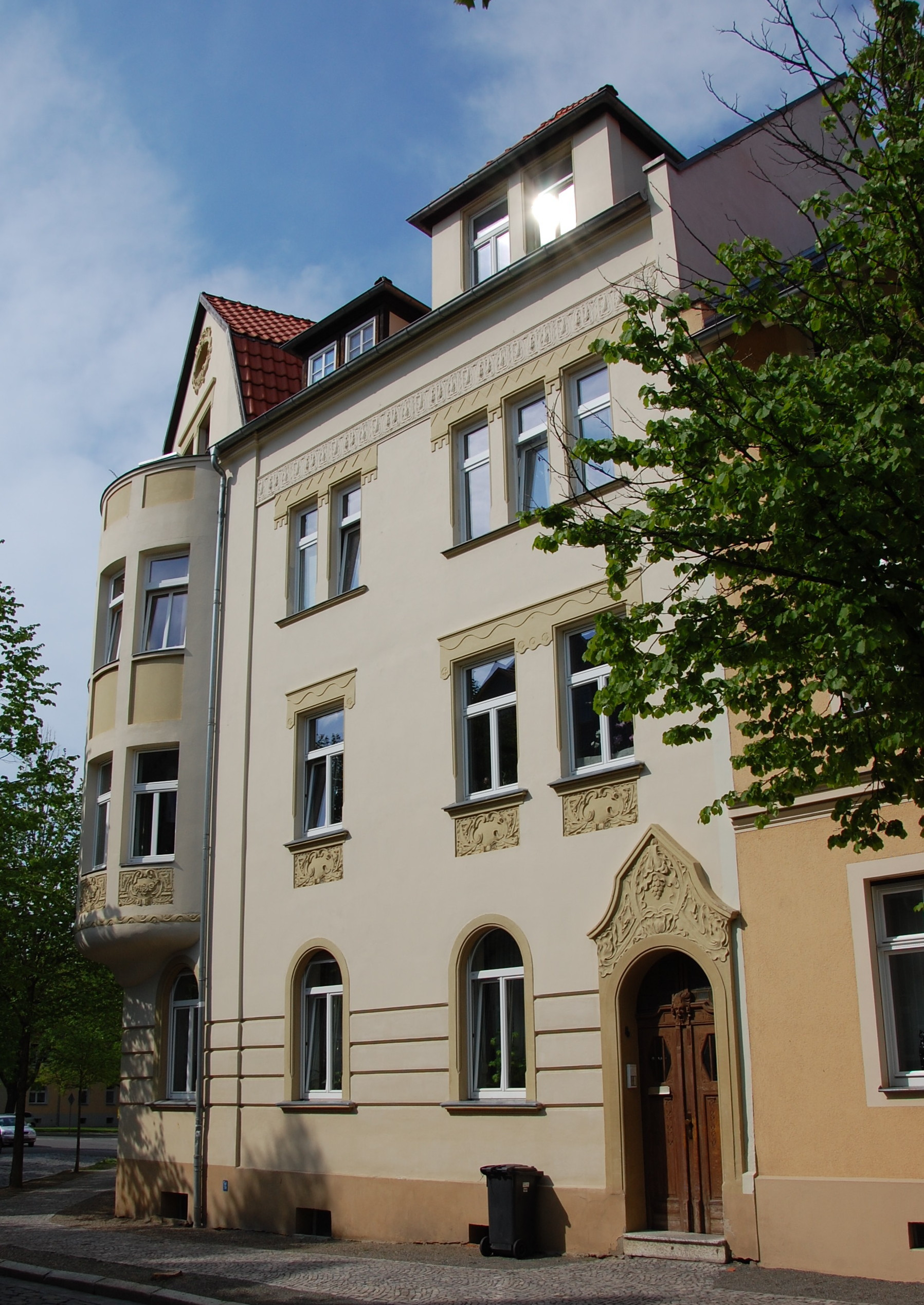
Haus Steinholzstraße 4

Das Haus Steinholzstraße 4 ist ein denkmalgeschütztes Gebäude in der Stadt Quedlinburg in Sachsen-Anhalt.

## Lage
Es befindet sich nordwestlich der historischen Quedlinburger Altstadt auf der Nordseite der Steinholzstraße und ist im Quedlinburger Denkmalverzeichnis als Wohnhaus eingetragen. Westlich grenzt das gleichfalls denkmalgeschützte Haus Steinholzstraße 5 an. Die Steinholzstraße 4 gehört darüber hinaus zum Denkmalbereich Steinholzstraße.

## Architektur und Geschichte
Das dreigeschossige in massiver Bauweise errichtete Gebäude entstand in den Jahren 1907/08. Dominiert wird das dem abknickenden Straßenverlauf in seinem Grundriss folgende Gebäude durch einen großen runden Erker. Oberhalb des die Ecke des Hauses betonenden Erkers befindet sich ein Zwerchgiebel. Die verputzte Fassade ist in Formen des Jugendstils zurückhaltend verziert.